# 沖縄県道201号友利線
沖縄県道201号友利線（おきなわけんどう201ごう ともりせん）は沖縄県宮古島市平良西里と城辺友利とを結ぶ一般県道。

## 概要

### 区間
- 起点：宮古島市平良字西里（沖縄県道78号平良城辺線）
- 終点：宮古島市城辺字友利（沖縄県道235号保良上地線）
- 総延長：6.34km
- 実延長：6.29km

### 通過自治体
- 宮古島市（宮古島）

### 交差する道路
- 沖縄県道78号平良城辺線（起点）
- 沖縄県道246号城辺下地線（宮古島市城辺下里添）
- 国道390号（宮古島市城辺砂川）
- 沖縄県道235号保良上地線（終点）

## 歴史
- 1953年（昭和28年）9月[1] - 琉球政府道として指定。
- 1972年（昭和47年）5月15日 - 沖縄の本土復帰と同時に県道となった。